# Oscar van Rappard
Oscar Emile van Rappard (Probolinggo, 2 aprile 1896 – L'Aia, 18 aprile 1962) è stato un calciatore olandese, di ruolo attaccante.

## Carriera
Van Rappard ha preso parte ai Giochi olimpici due volte:
La prima volta ai Giochi olimpici del 1920, dove Van Rappard era un giocatore della squadra di calcio maschile olandese, con la quale vinse una medaglia di bronzo. Nell'atletica leggera ha gareggiato nei 110 metri a ostacoli. Van Rappard è stato eliminato dalla serie con questa gara.
La seconda volta ha partecipato ai Giochi olimpici del 1924, dove egli era attivo nei 110 e 400 metri a ostacoli, ma fu eliminato da entrambi gli eventi della serie.
Van Rappard divenne campione olandese per un totale di cinque volte tra il 1919 e il 1924. Vinse una medaglia d'oro quattro volte nei 110 metri a ostacoli e vinse la sua quinta e ultima medaglia d'oro nel 1924 nei 400 metri a ostacoli. Ha anche stabilito record nazionali su entrambe le gare. Nel periodo 1917-1923 portò il record olandese dei 110 m ostacoli da 17,1 s a 15,5. Quest'ultimo record è durato nove anni. Nei 400 metri a ostacoli è il primo detentore ufficiale del record con il tempo di 58.4, stabilito nel 1924.
Nel 1925 Van Rappard dovette abbandonare il suo sport a causa di un infortunio. Successivamente ha lavorato come ingegnere civile.
Van Rappard ha giocato un totale di 140 partite con l'HBS come attaccante tra il 1912 e il 1921, segnando 57 gol. Nel 1938 divenne membro al merito. Nel 1945 fu privato della sua iscrizione. Insieme a suo fratello Harry, ha sostenuto un ramo separato di atletica leggera  accanto all'HBS. Ciò portò infine alla fondazione della VenL (Vlug en Lenig) nel 1913 (fusa con l'Haag Atletiek nel 1991).

## Palmarès

### Nazionale
- Bronzo olimpico: 1

Paesi Bassi: Anversa 1920